# Nerodia floridana
Espèce
Synonymes
- Natrix cyclopion floridana Goff, 1936

Statut de conservation UICN

 LC  : Préoccupation mineure
Nerodia floridana est une espèce de serpents de la famille des Natricidae. 

## Répartition
Cette espèce est endémique des États-Unis. Elle se rencontre dans le sud de la Caroline du Sud, en Floride, dans le Sud de l'Alabama et en Géorgie.

## Description
L'holotype de Nerodia floridana mesure 1 054 mm dont 239 mm pour la queue. Cette espèce a le dos brun verdâtre avec des motifs noirâtres. Sa face ventrale est blanchâtre tacheté de brun ou de gris.

## Étymologie
Son nom d'espèce lui a été donné en référence au lieu de sa découverte, la Floride.

## Publication originale
- Goff, 1936 : Distribution and variation of a new subspecies of water snake, Natrix cyclopion floridana. Occasional Papers of the Museum of Zoology, University of Michigan, no 327, p. 1-12 (texte intégral).